# Andrew Ng
Andrew Yan-Tak Ng (nascido em 1976) é um cientista da computação e empresário de tecnologia norte-americano nascido na Grã-Bretanha com foco em aprendizado de máquina e IA. Ng foi cofundador e chefe do Google Brain e ex-cientista-chefe da Baidu, transformando o Grupo de Inteligência Artificial da empresa em uma equipe de vários milhares de pessoas.
Ng é professor adjunto da Universidade Stanford (ex-professor associado e diretor do Stanford AI Lab ou SAIL ). Também pioneiro em educação online, Ng cofundou a Coursera e a deeplearning.ai. Ele liderou com sucesso muitos esforços para "democratizar o aprendizado profundo", ensinando mais de 2,5 milhões de alunos por meio de seus cursos on-line. Ele é um dos cientistas da computação mais famosos e influentes do mundo, sendo nomeado uma das 100 pessoas mais influentes da revista Time em 2012 e uma das pessoas mais criativas da Fast Company em 2014. Em 2018, ele lançou e atualmente lidera o AI Fund, inicialmente um fundo de investimento de US$175 milhões para apoiar startups de inteligência artificial. Ele fundou a Landing AI, que fornece produtos SaaS com inteligência artificial.

## Biografia
Ng nasceu no Reino Unido em 1976. Seus pais são ambos imigrantes de Hong Kong. Crescendo, ele passou um tempo em Hong Kong e Cingapura e mais tarde se formou no Instituto Raffles em Cingapura em 1992.
Em 1997, ele obteve seu diploma de graduação com especialização tripla em ciência da computação, estatística e economia pela Carnegie Mellon University em Pittsburgh, Pensilvânia, graduando-se como o melhor de sua turma. Entre 1996 e 1998, ele também realizou pesquisas sobre aprendizado por reforço, seleção de modelos e seleção de recursos no AT&T Bell Labs.
Em 1998, Ng obteve seu mestrado no Massachusetts Institute of Technology em Cambridge, Massachusetts. No MIT, ele construiu o primeiro mecanismo de pesquisa na web indexado automaticamente e disponível publicamente para artigos científicos (foi um precursor do CiteSeer/ResearchIndex, mas especializado em aprendizado de máquina).
Em 2002, ele recebeu seu PhD da Universidade da Califórnia, Berkeley, sob a supervisão de Michael I. Jordan. Sua tese é intitulada "Shaping and policy search in reinforcement learning" e é muito citada até hoje.
Ele começou a trabalhar como professor assistente na Universidade de Stanford em 2002 e como professor associado em 2009.

## Carreira

### Academia e ensino
Ng é professor do Departamento de Ciência da Computação da Universidade de Stanford e do Departamento de Engenharia Elétrica. Ele atuou como diretor do Laboratório de Inteligência Artificial de Stanford (SAIL), onde ensinou estudantes e realizou pesquisas relacionadas a mineração de dados, big data e aprendizado de máquina. Seu curso de aprendizado de máquina em Stanford é o curso mais popular oferecido no campus, com mais de 1.000 alunos matriculados em alguns anos. A partir de 2020, três dos cursos mais populares no Coursera são de Ng: Machine Learning (#1), AI for Everyone (#5), Neural Networks and Deep Learning (#6).
Em 2012, junto com a cientista da computação Daphne Koller de Stanford, ele cofundou e foi CEO do Coursera, um site que oferece cursos online gratuitos para todos. 

### Indústria
De 2011 a 2012, Ng trabalhou no Google, onde fundou e dirigiu o Google Brain Deep Learning Project com Jeff Dean, Greg Corrado e Rajat Monga.
Em 2014, ele se juntou à Baidu como cientista-chefe e realizou pesquisas relacionadas a big data e IA. Lá, ele montou várias equipes de pesquisa para coisas como reconhecimento facial e Melody, um chatbot de IA para saúde. Em março de 2017, ele anunciou sua demissão da Baidu.

## Pesquisa
Ng pesquisa principalmente em aprendizado de máquina, aprendizado profundo, percepção de máquina, visão computacional e processamento de linguagem natural, e é um dos cientistas da computação mais famosos e influentes do mundo. Ele frequentemente ganha prêmios de melhor artigo em conferências acadêmicas e teve um enorme impacto nos campos da IA, visão computacional e robótica.
Durante a pós-graduação, juntamente com David M. Blei e Michael I. Jordan, Ng foi coautor do influente artigo que introduziu a alocação latente de Dirichlet para sua tese sobre aprendizado por reforço para drones.
Em 2011, Ng fundou o projeto Google Brain no Google, que desenvolveu redes neurais artificiais em larga escala usando a infraestrutura de computadores distribuídos do Google. Entre seus resultados notáveis estava uma rede neural treinada usando algoritmos de aprendizado profundo em 16.000 núcleos de CPU, que aprendeu a reconhecer gatos depois de assistir apenas a vídeos do YouTube e sem nunca ter sido informado sobre o que é um "gato".

## Publicações e prêmios
Ng também é autor ou coautor de mais de 300 artigos em robótica e áreas afins. Seu trabalho em visão computacional e aprendizagem profunda tem sido frequentemente apresentado em comunicados de imprensa e em resenhas.
- 1995. Bolsa Bell Atlantic Network Services[24]
- 1995, 1996. Prêmio Microsoft Technical Scholarship[24]
- 1996. Bolsa Andrew Carnegie Society[24]
- 1998–2000: Bolsa Berkeley[24]
- 2001–2002: Microsoft Research Fellowship[24]
- 2007. Alfred P. Sloan Research Fellowship Sloan Foundation Faculty Fellowship[25]
- 2008. MIT Technology Review TR35 (Technology Review, 35 inovadores com menos de 35 anos) [26][27]
- 2009. IJCAI Computers and Thought Award (o maior prêmio em IA dado a um pesquisador com menos de 35 anos) [28]
- 2009. Vance D. & Arlene C. Coffman Faculty Scholar Award
- 2013. Time 100 pessoas mais influentes[29]
- 2013. Fortune  40 abaixo de 40[30]
- 2013. CNN 10: Pensadores[31]
- 2014. pessoas mais criativas da Fast Company nos negócios[32]
- 2015. Jovens Líderes Globais do Fórum Econômico Mundial[33]

Ele deu palestras convidadas na NASA, Google, Microsoft, Lockheed Martin, Max Planck Society, Stanford, Princeton, UPenn, Cornell, MIT, UC Berkeley e dezenas de outras universidades. Fora dos EUA, ele lecionou na Espanha, Alemanha, Israel, China, Coréia e Canadá.

## Opiniões sobre a IA
Ng acredita que a tecnologia de IA melhorará a vida das pessoas, não que seja um anátema que "escravize" a raça humana. Ng acredita que os benefícios potenciais da IA superam as ameaças, que ele acredita serem exageradas. Ele afirmou que
Preocupar-se com a superinteligência maligna da IA hoje é como se preocupar com a superpopulação do planeta Marte. Ainda nem pousamos no planeta! 
Uma ameaça real é em relação ao futuro do trabalho: "Em vez de se distrair com robôs assassinos do mal, o desafio ao trabalho causado por essas máquinas é uma conversa que a academia, a indústria e o governo deveriam ter".